# Sure 5:51
Der Koranvers 51 in Sure 5, genannt المائدة / al-māʾida / ‚Der Tisch‘, wird von manchen als ein Haupthindernis für aufrichtige Beziehungen und Vertrauen zwischen Muslimen auf der einen und Juden und Christen auf der anderen Seite gesehen. Nach der Einteilung von Theodor Nöldeke fällt der Vers in die medinische Phase der Koranoffenbarungen.
Die Auslegungen der klassischen und modernen Exegeten konzentrierten sich vor allem auf den Offenbarungsanlass für Herabsendung dieser Sure. Uneinigkeit besteht über die Frage, ob das Verbot, Juden oder Christen zu Auliyāʾ (‚Freunden‘/‚Helfern‘/‚Unterstützern‘/‚Beschützern‘/‚Vertrauten‘/‚Schutzherren‘/‚Führern‘) zu nehmen, allgemein gültig ist oder auf bestimmte Situationen beschränkt ist, da es im Koran mehrere Stellen gibt, in denen Angehörige der beiden Glaubensrichtungen als Ahl al-kitāb in einem positiven Kontext erwähnt werden. Die medinischen Suren thematisieren zudem vor allem den Glauben sowie die häufigen Auseinandersetzungen in Kriegszeiten mit Gegnern und Wankelmütigen aus den eigenen Reihen.
Der Koran enthält zahlreiche Verse, die sich auf Christen beziehen. Diese Aussagen sind vielfältig und reichen von Anerkennung und Wertschätzung bis hin zu Kritik. Die Sichtweise variiert je nach Kontext und den spezifischen historischen Umständen, auf die sich die Verse beziehen. Hier sind einige zentrale Punkte:
Anerkennung und Respekt
	1.	Die Christen als „Leute der Schrift“
Der Koran bezeichnet Christen (wie auch Juden) als „Leute der Schrift“ (arabisch: Ahl al-Kitab), da sie heilige Bücher (z. B. die Bibel) empfangen haben.
	•	Sura 3:64: „O Leute der Schrift, kommt zu einem Wort, das gleich ist zwischen uns und euch, dass wir Allah allein dienen.“
Dieser Vers ruft zu einem Dialog auf der Grundlage gemeinsamer Werte auf.
In Sura 5:82 wird

## Der Offenbarungsanlass
Offenbarungsanlässe (asbāb an-nuzūl, ‚Anlässe des Herabkommens‘) sind wichtige Bestandteile der Koranexegese. Bei einem Teil der Aussagen im Koran wird davon ausgegangen, dass diese als Antworten oder Reaktionen auf bestimmte Ereignisse herabgesandt wurden. Diese Anlässe zeigen den zeitlichen und örtlichen Rahmen auf und nennen die Personen, die beteiligt waren, um die Koranverse besser verstehen zu können.
Abū Dschaʿfar Muhammad ibn Dscharīr at-Tabarī (839–923) schreibt in seinem Korankommentar Ǧāmiʿ al-bayān ʿan taʾwīl āy al-qurʾān, dass sich die Exegeten bezüglich der Frage, wer mit dem Vers 5:51 gemeint sei und ob das in ihm formulierte Gebot alle Gläubigen treffe, uneinig seien. Insgesamt seien drei Meinungen von den muslimischen Exegeten überliefert:
- Einige Exegeten waren der Auffassung, dass damit ʿUbāda ibn as-Sāmit von den Chazradsch und ʿAbdallāh ibn Ubaiy gemeint seien. Sie überlieferten, dass ʿUbāda sich vom Bündnis mit den Juden losgesagt und Gott und seinem Gesandten zugewandt habe, ʿAbdallāh ibn Ubaiy dagegen an seinem Bündnis mit den Juden festgehalten habe, auch nachdem ihre Feindseligkeit gegenüber Gott und seinen Gesandten sichtbar geworden sei, da er sich vor Schicksalswendungen (dawāʾir) gefürchtet habe. Gott habe daraufhin verkündet, dass er einer von ihnen sei, wenn er sich ihnen zuwende und an seinem Bündnis mit ihnen festhalte. Nach diesen Überlieferungen ist der Vers nach der Schlacht von Badr (624) offenbart worden.[7]
- Andere Überlieferungen besagen, dass der Vers von Muslimen handelt, die nach der Schlacht von Uhud (625), die sie gegen die mekkanischen Polytheisten verloren, Zuflucht bei den Juden oder Christen suchten und zu ihrer Religion konvertieren wollten. Hauptvertreter dieser Auffassung ist as-Suddī, der berichtete, dass einige Muslime Angst vor einer Invasion der Ungläubigen hatten und sich deswegen den Juden und Christen anschließen wollten, was Gott ihnen daraufhin mit dem Vers verboten habe.[8]
- Eine dritte Meinung sieht eine Beziehung zu Abū Lubāba ibn ʿAbd al-Mundhīr, der den Banū Quraiza nach der Grabenschlacht von 627 und der Belagerung durch Mohammed bei Verhandlungen enthüllte, dass sie getötet würden, wenn sie sich ergäben.[9]

Nach at-Tabarī sind alle drei überlieferten Offenbarungsanlässe möglich. Er gibt aber zu bedenken, dass bei keiner dieser drei Aussagen die Berichterstattung einwandfrei ist. Seiner Meinung nach ist die Aussage allgemein gültig. Sicher sei, dass der Vers aufgrund eines Frevlers herabgesandt wurde, der sich aus Angst vor einer unglücklichen Schicksalswendung mit Juden oder Christen verbündet hat. Dieses Argument sieht er in dem nächsten Vers 52 bestätigt, wo es nach der Übersetzung nach Bobzin heißt:

„Du siehst diejenigen, in deren Herzen eine Krankheit ist, zu ihnen rennen und sagen: ‚Wir fürchten, dass uns ein Missgeschick ereilt.‘ Doch vielleicht kommt Gott mit der Entscheidung oder einem Befehl von sich, dann werden sie bereuen, was sie in ihrem Inneren geheimgehalten hatten.“

## Vormoderne Auslegungen
Einige der vormodernen Korankommentatoren gingen bei ihrer Interpretation des Verses 5:51 davon aus, dass damit ein generelles Verbot eines freundschaftlichen Verhältnisses zu Juden oder Christen gemeint sei. Im Folgenden werden die Auslegungen von at-Tabarī (gest. 923) und Fachr ad-Dīn ar-Rāzī (gest. 1209) vorgestellt. At-Tabarī wird häufig als Anfangspunkt der Koranexegese betrachtet, da er auch die Arbeit seiner Vorgänger in seinem umfassenden Korankommentar Ǧāmiʿ al-bayān ʿan taʾwīl āy al-qurʾān aufzeichnete, ordnete und kritisch bewertete. Er kommentiert nicht nur den Korantext und stellt das Auslegungsproblem vor, sondern zählt auch häufig die Überlieferungen, die im Hinblick auf den genannten Koranvers erzählt werden, mit ihren Gewährsleuten auf. Auf seine Überlieferungen stützen sich noch heute viele Exegeten. At-Tabarī geht in seinem Kommentar Vers für Vers durch, zitiert zunächst den Korantext und stellt das Auslegungsproblem vor. Er geht dann auf lexikalische Deutungen ein, zählt häufig die Überlieferungen ihren Gewährsleuten auf und fasst abschließend seine eigenen Gedanken zu dem Vers zusammen. Fachr ad-Dīn ar-Rāzī verfasste einen der umfangreichsten Korankommentare, der ‚Der große Kommentar‘ (at-Tafsīr al-kabīr) oder auch ‚Die Schlüssel des Geheimnisses‘ (Mafātīḥ al-ġaib) genannt wird.

### Die Auslegung at-Tabarīs
Die Aussage baʿḍuhum auliyāʾu baʿḍin (‚Sie sind untereinander Freunde/Vertraute‘) meint nach at-Tabarī, dass manche Juden und auch Christen miteinander Verbündete gegen die Muslime sind. Wenn ein muslimischer Gläubiger einen Verbündeten unter den Juden oder Christen hab, so sei er ein Verbündeter gegen seine eigne Religion. Deswegen habe Gott befohlen, dass die Gläubigen nur untereinander Verbündete sein sollten und gegenüber den Juden und Christen Gegner, wie auch sie Gegner der Muslime seien.
Mit der Aussage wa-man yatawallahum minkum fa-innahū minhum (‚Und wer von euch sie zu Vertrauten nimmt, der gehört fürwahr zu ihnen‘) meine Gott diejenigen, die den Christen und Juden folgen und ihnen beistehen gegen die Gläubigen. Dann sei er einer ihrer Religion und bekenne sich zu ihnen. Man könne sich nämlich nicht jemandem anschließen, ohne mit ihm, seiner Religionen und seinen Handlungen einverstanden zu sein. Wenn man dann mit ihm und seiner Religion einverstanden sei, übernehme auch sein Urteil und werde zum Feind dessen, was im Widerspruch dazu stehe, und empöre sich darüber. At-Tabarī sieht in der Aussage einen klaren Hinweis für die Richtigkeit seiner eigenen Lehrmeinung, der zufolge jeder, der eine Religion annimmt, so wie die Anhänger dieser Religion zu behandeln ist, ganz gleich, ob seine Konversion vor oder nach der Ankunft des Islams erfolgt ist, und umgekehrt für die Verkehrtheit der Lehrmeinung, der zufolge der Konvertit nur dann wie Juden und Christen behandelt werden soll, wenn er Israelit ist oder vor Herabsendung des Korans zu ihrer Religion konvertiert ist, während derjenige, der nach der Herabkunft des Korans zu ihrer Religion konvertiert ist und einer anderen Ethnie angehört, anders behandelt werden soll.
Der letzte Teil inna Llāha lā yahdī l-qauma ẓ-ẓālimīna (‚Gott leitet das Volk der Frevler nicht recht‘) bedeutet nach at-Tabarī, dass Gott denjenigen, die ein Bündnis mit den Juden und Christen eingehen, keinen Erfolg gegen die Gläubigen verleihe, weil derjenige, der das tue, Krieg gegen Gott, seinen Gesandten und gegen die Gläubigen führe.

### Die Auslegung Fachr ad-Dīn ar-Rāzīs
Fachr ad-Dīn ar-Rāzī führt bei seiner Auslegung des Verses ausschließlich den ersten Bericht zum Offenbarungsanlass an, demzufolge der Vers bezüglich des Verhaltens von ʿUbāda ibn as-Sāmit und ʿAbdallāh ibn Ubaiy herabgesandt wurde. Er schließt aus dem Vers, dass man bei den Juden und Christen nicht um Beistand bitten und ihnen keine Zuneigung zeigen dürfe.
Zu der Phrase wa-man yatawallahum minkum fa-innahū minhum zitiert er Ibn ʿAbbās mit der Aussage, dass damit gemeint sei, dass die betreffende Person „wie sie“ (miṯlahum) sei. Es handele sich hier um eine grobe Ausdrucksweise (taġlīẓ) von Gott zur Betonung der Pflicht zur Abwendung vom religiösen Gegner (al-muḫālif fī d-dīn) ähnlich wie in Sure 2:249 „Und wer davon nicht kostet, gehört zu mir“.
Zu der Phrase inna Llāha lā yahdī l-qauma ẓ-ẓālimīna führt Fachr ad-Dīn ar-Rāzī einen Bericht an, wonach einst der Kalif ʿUmar ibn al-Chattāb seinen Abū Mūsā al-Aschʿarī tadelnd auf diesen Vers hingewiesen haben soll, als jener ihm davon berichtete, dass er einen christlichen Schreiber in seinen Diensten habe. Als Abū Mūsā antwortete: „Er hat seine Religion, und ich seine Schreibtätigkeit“, habe ʿUmar gesagt: „Ich ehre sie nicht, nachdem Gott sie gedemütigt hat. Ich mache sie nicht stark, nachdem Gott sie erniedrigt hat. Ich hole sie nicht in meine Nähe, nachdem Gott sie von sich entfernt hat.“ ʿUmar soll Abū Mūsā dann aufgefordert haben, auf die Dienste des christlichen Schreibers zu verzichten.
Die Exegese ar-Rāzīs ist eigentlich eher an die Tradition des tafsīr bi-r-raʾy (‚meinungsbasierte Koranexegese‘) angelehnt, trotzdem bezieht er sich stark auf die Ausführungen Tabarīs. Der Islamwissenschaftler Hakan Çoruh sieht den Grund dieser traditionellen Herangehensweise des eigentlich rationalistischen Exegeten in der großen Anzahl der Berichte zu den Überlieferungsanlässen dieses Verses.

## Moderne Auslegungen
Am Ende des 19. und Anfang des 20. Jahrhunderts entwickelten sich neue Methoden der Koranauslegung. Im Gegensatz zu den klassischen Interpretatoren, die zumeist über einen bestimmten Sachverhalt hinausgingen und generell eine engere Beziehung zu Juden und Christen untersagten, entwickelte sich in der Moderne ein breites Spektrum neuer Deutungen. In dieser Zeit antikolonialen Denkens wurde der Koranvers häufig mit einem Kollaborationsverbot mit den zumeist christlichen Kolonialherren verstanden. Man sollte sie nicht zu Führern nehmen. Fundamentalistische Stimmen nahmen diesen Vers hingegen als Anlass, sich von allen Nichtmuslimen abzugrenzen.

### Die Auslegung von Muhammad Shafīʿ Deobandī
Der hanafitische Mufti Muhammad Shafīʿ ibn Muhammad Yāsīn Deobandī wurde 1897 in Deoband in Nordindien geboren und wurde an der Dar ul-Ulum Deoband ausgebildet, an der er später auch unterrichtete, bis er 1948 nach Pakistan auswanderte und dort die neue Lehrstätte Dar al-Ulum Karachi gründete. Sein größtes Werk ist der Korankommentar Maʿārif al-Qurʾān, den er in acht Bänden auf Urdu verfasste. In diesem Werk legt Deobandī Vers 5:51 im Verbund mit den sieben nachfolgenden Versen aus. Aus der Analyse der Verse 51–58 folgert er drei Hauptprinzipien für die Einheit der Muslime:
1. Zum einen können Muslime mit Nicht-Muslimen im Geiste der Toleranz und Freundlichkeit verkehren. Sie sind sogar dazu angehalten, denn es ist ihnen beigebracht worden, mit Freundlichkeit und Wohlwollen auf andere zuzugehen. Nicht erlaubt sind jedoch eine schnelle Freundschaft und wahllose Intimitäten, die die Grundsätze des Islam in irgendeiner Form verletzten.
2. Das zweite Prinzip besagt, dass selbst wenn ein Muslim von dem ersten Prinzip abweicht und eine enge Beziehung zu einem Nicht-Muslim aufbaut, es dem Islam keinen Schaden zufügen kann. Gott wird immer dafür sorgen, dass der Islam geschützt ist. Sollte sich Personen vom Islam abkehren und sich einer anderen Gruppe anschließen, so wird Gott andere an ihre Stelle setzen, die die Gesetze und Prinzipien des Islam wahren.
3. Das dritte Prinzip besagt, dass es eine wahre Freundschaft eines Muslims nur zu Gott geben kann und zu denen, die an ihn glauben.

Die englische Übersetzung des Korankommentars von Deobandī verwendet für den arabischen Begriff walī (Pl. auliyāʾ) ‚intimate friends‘ oder ‚deep friendship‘. Tiefe Freundschaften seien demnach bei den Muslimen, sowie bei den Juden und Christen nur innerhalb ihrer Glaubensgemeinschaft möglich. Sollte ein Muslim sich trotzdem mit einem Christen oder einem Juden eng verbunden fühlen, so ist er nunmehr einer von ihnen und gehört nicht mehr zu den Muslimen. Auch Deobandī bezieht sich auf die erste Asbāb-an-nuzūl von at-Tabarī und folgert aus ihr, dass dieses Verbot herabgesandt wurde, um Spione unter den Muslimen und opportunistische Freundschaften zu Juden und Christen zu verhindern.

### Die Auslegung von Muhammad Husain Tabātabā'ī
Mohammad Husain Tabātabā'ī (gest. 1981) war ein schiitischer Kleriker und einer der einflussreichsten iranisch-islamischen Philosophen. Einige seiner Studenten spielten eine bedeutende Rolle bei der Islamischen Revolution in Iran. Eines seiner wichtigsten Werke ist sein ausführlicher Korankommentar Tafsīr al-Mīzān. Tabātabā'ī geht darin auf die Offenbarungsanlässe ein, die at-Tabarī nennt. Jedoch meint er, dass diese Berichte zum Teil schwach sind und einige Widersprüche enthalten. So handeln die ersten beiden Berichte nur von den Juden, nicht aber von den Christen. Aus diesen Gründen weist Tabatabai die überlieferten Offenbarungsanlässe zurück. Er meint, dass es sich bei diesen Überlieferungen um die eigenen Gedanken der früheren Exegeten handle und sie nicht auf authentischem Wissen der historischen Situation beruhen.
Tabātabā'ī sieht nicht wie at-Tabarī und Fachr ad-Dīn ar-Rāzī den darauffolgenden Vers 5:52 als implizierten Offenbarungsanlass von Sure 5:51. Der Islamwissenschaftler Hakan Çoruh vermutet, dass Exegeten des 20. Jahrhunderts den Offenbarungsanlässen generell kritischer gegenüberstehen als Exegeten des 10. Jahrhunderts wie at-Tabarī. Tabātabā'ī geht auf die Bedeutung von walī ein, was mit Freund, Helfer oder einer geliebten Person übersetzt werden könnte. Er sieht in dem Ausspruch ‚Wenn einer von euch sich ihnen anschließt, gehört er zu ihnen‘ eine Begründung dafür, dass das Verbot nicht einen losen Bund oder Pakt meint, sondern eine enge freundschaftliche Beziehung oder Liebe, denn nur dadurch werde man auch ein Teil einer Gruppe. Er schreibt, dass Gott, wenn er eine Beziehung mit den Christen und Juden gewollt hätte, explizit gefordert hätte, dass man keine Allianzen mit den Christen und den Juden eingehen sollte. Der Exeget stellt zudem die Juden und Christen auf eine Stufe mit Polytheisten. Er vertritt die Meinung, dass dieser Vers allgemein gültig und seine Bedeutung nicht historisch oder auf einzelne Gruppen einzuschränken ist, da der Vers auch ohne den Offenbarungsanlass deutlich sei. Die Ungläubigen würden sich verbünden, um eine Gegenmacht zu den Muslimen darzustellen, sodass sie generell gemieden werden müssten.

### Gemeinsamkeiten und Unterschiede
Die Interpretationen zu dem Koranvers hängen unter anderem davon ab, welche Verse mit einbezogen werden. Tabātabā'ī bezieht sich auf den 51. und die drei nachfolgenden Verse. Er betont, dass diese unabhängig zu den vorherigen und folgenden Versen betrachtet werden müssen. Deobandī setzt den Vers hingegen in den Kontext mit den folgenden sieben Versen. Er gibt zu bedenken, dass Muslime dazu aufgerufen sind, freundliche und tolerante Positionen zu Juden und Christen einzunehmen, vor schnellen und wahllosen Freundschaften jedoch abzusehen. Auch tiefe Freundschaften könne es nur innerhalb der Glaubensgemeinschaften geben. Genau wie  Tabātabā'ī meint er, dass ein Muslim bei zu engen Beziehungen zu Christen und Juden zu ihnen gehöre und nicht mehr zu den Muslimen. Im Gegensatz zu Tabātabā'ī jedoch erkennt er die Berichte zu den Offenbarungsanlässen von at-Tabarī an und folgert daraus, dass bei zu engen Beziehungen sensible Informationen der Muslime an die anderen Glaubensgemeinschaften weitergegeben werden könnten und dies verhindert werden müsse. Tabātabā'ī vertritt eine strengere Auslegung und hält die Offenbarungsanlässe für unmaßgeblich. Seiner Ansicht nach ist der Vers zeitlos, allgemein gültig und nicht einzuschränken durch den historischen Kontext, denn alle Nicht-Muslime verbündeten sich miteinander, um ein Gegengewicht zu den Muslimen darzustellen.

### Beobachtungen Johanna Pinks
Johanna Pink, die die verschiedenen Richtungen der zeitgenössischen Interpretation von Sure 5:51 untersucht hat, stellt fest, dass sie bei arabischen Exegeten häufig strenger ist als bei pakistanischen, türkischen oder indonesischen Gelehrten. Insgesamt identifiziert sie bei den zeitgenössischen Auslegungen fünf mögliche Interpretationsstränge für diesen Vers:
- Exegeten, die sich selbst als ʿUlamā' bezeichnen und durch ihre Ausbildungen eine Vielzahl an möglichen Interpretationen dieses Verses aufzeigen. Hier gibt es philologische Analysen, die vor jeglichen Beziehungen zu Nicht-Muslimen warnen. Andere Analysen setzen den Vers in einen politischen Kontext und schränken die Bedeutung ein.
- Die salafistische Sichtweise nimmt den Vers wörtlich und zeitlos hin. Den Begriff ʾauliyāʾ schließt hier jegliche Beziehungen zu Ungläubigen ein. Sie verbinden diesen Vers mit dem salafistisch-wahhabitischen Konzept al-Walā' wa-l-barā': ‚Der unerschütterlichen Treue zur Gemeinschaft der Gläubigen und dem Abbruch aller Beziehungen zu Personen außerhalb der Gemeinschaft‘  – was auch nicht-salafistische Muslime miteinschließen kann.[38]
- Islamisten interpretieren diesen Vers abhängig von ihrer Vision einer islamischen Gesellschaft und eines islamischen Staates. Sie stellen die sozio-politische, kollektive Organisation in den Vordergrund und nicht individuelle Beziehungen. So wird der Vers vor allem in Hinblick auf einen nicht-muslimischen politischen Führer diskutiert.[39]
- Modernisten tendieren zu interreligiöser Toleranz und Pluralismus, weswegen die Bedeutung des Verses 5:51 häufig eingeschränkt wird. Sie diskutieren die Bedeutung des Wortes ʾauliyāʾ zur Zeit der Herabsendung des Verses und die Möglichkeit, dass dieser Begriff eine Art von Beziehungs bezeichnet, welches heute nicht mehr existiert. Der Vers müsse historisch verstanden werden und meine nur bestimmte Gruppen von Juden und Christen in Kriegszeiten. Modernisten setzen den Vers häufig auf zu anderen Koranversen in Beziehung. Wenn muslimische Männer jüdische und christliche Frauen ehelichen dürfen, so argumentieren sie, widerspreche dies einem generellen Verbot von intimen Beziehungen.
- Die postmoderne Strömung ist vorsichtiger, wenn es um die wahre Bedeutung des Korans geht. Sie sieht den Einfluss der sozialen Umwelt und persönliche Erfahrungen der Exegeten ausschlaggebend für ihre Interpretationen. Aufgrund dessen könne der Vers von jedem anders verstanden werden.

## Politisierung von Sure 5:51 – Der Ahok-Fall

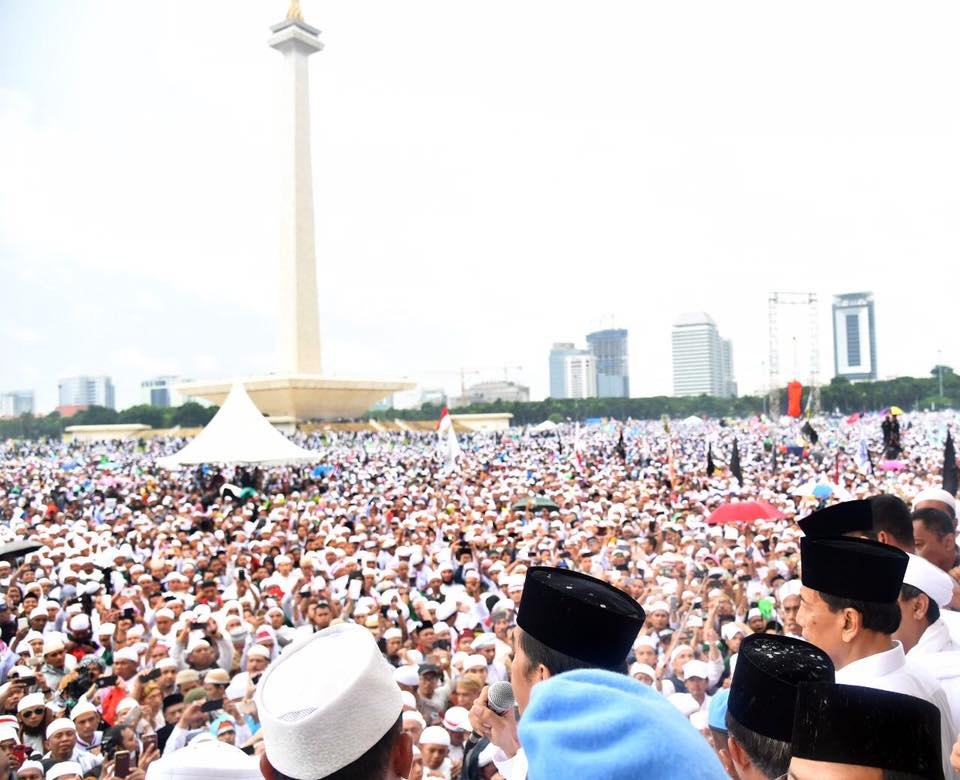
Die Proteste vom 2. Dezember 2016 gegen Ahok am Monumen Nasional, auf Indonesisch als Aksi212 bekannt.

Welche Bedeutung der Vers 5:51 für die heutige Politik haben kann, zeigt sich am Beispiel der Gouverneurswahlen in Jakarta im Frühjahr 2017. Im Wahlkampf wurde Religiosität instrumentalisiert und auf einer Welle von islamistischer Propaganda dazu genutzt, den christlichen und chinesisch-Stämmigen Basuki Tjahaja Purnama (genannt Ahok) daran zu hindern wiedergewählt zu werden. Der amtierende und populäre Gouverneur Ahok stand einem Bündnis aus konservativen muslimischen Hardlinern und etablierten Eliten gegenüber. Im Zuge des Wahlkampfes tauchte im Oktober 2016 ein manipuliertes Video im Internet auf, das Ahok zeigt, wie er den Islam beleidigen soll. Darin ermahnt er vermeintlich muslimische Zuhörer, nicht auf Sure 5:51 zu hören, die Muslimen verbietet, nicht-muslimische Führer zu wählen. Tatsächlich warnte Ahok jedoch davor, dass seine politischen Gegner diesen Vers instrumentalisieren könnten. Das bearbeitete Video erlangte hohe Popularität und erweckte heftige Kritik in der Bevölkerung, sodass der Rat der Islamgelehrten Indonesiens (Majelis Ulama Indonesia – MUI) eine Fatwa aussprach, die Ahoks Rede als blasphemisch deklarierte und es im November und Dezember 2016 zu den größten Massenprotesten in der Geschichte Indonesiens kam. Selbst der Präsident Joko Widodo (genannt Jokowi), dessen Schützling Ahok war, musste sich hinter die Anti-Ahok Bewegung stellen. Trotz des Verbots der politischen Agitation in Moscheen verweigerten manche Imame Ahok-Wählern die Teilnahme an Ritualen in der Moschee. Selbst die Justiz stellte sich auf Seiten der Protestierenden, und so wurde Ahok am 9. Mai 2017 von fünf Richtern (vier Muslime und ein Hindu) aufgrund von Blasphemie überraschend zu zwei Jahren Haft verurteilt. Mit diesen Protesten konnte Ahoks Herausforderer Anies Baswedan mit 58 % der Stimmen die Wahl gewinnen unter dessen Regierung konservative islamische Gruppen verstärkt aufleben konnten.
Johanna Pink geht davon aus, dass diese Bewegung das Ergebnis der Gouverneurswahlen 2017 in Jakarta determinierte. Hier wurde der Vers so verstanden, dass man als Muslim Nicht-Muslime nicht zu politischen Führern wählen dürfe. Vor allem Social Media haben die Verbindung von koranischen Versen mit dem Alltagsleben der Muslime verbunden und so auch diesen Konflikt verschärft. Der Volkswirt und Sinologe Sergio Grassi und der Asienwissenschaftler Nurman Nowak gehen in ihrem Bericht über den Ahok-Fall der Friedrich-Ebert-Stiftung davon aus, dass die Politisierung von Religion nicht auf die Religion an sich zurückzuführen ist, sondern auf die Zusammensetzung der politischen Arena in Indonesien. So stehen nicht primär die Interessen von gesellschaftlichen Gruppen im Vordergrund, sondern die der etablierten Eliten, deren Akteure in Patron-Klient-Netzwerken organisiert sind und eine kulturelle Hegemonie für sich beanspruchen möchten, die in diesem Fall durch eine konservative Auslegung des Islam ermöglicht werden konnte.

## Weblink
- Pink, Johanna: Sure 5 Vers 51. Über die Freundschaft zwischen Muslimen, Juden und Christen. (2015). Deutschlandfunk

## Belege
1. ↑  Çoruh: Friendship between Muslims and the People of the Book in the Qur'an with special reference to Q 5.51. 2012, S. 505.
2. ↑  Çoruh: Friendship between Muslims and the People of the Book in the Qur'an with special reference to Q 5.51. 2012, S. 505.
3. ↑  Abualwafa Mohammed: Der Koran und seine Bedeutungsebenen für das Hier und Jetzt. Zeitgemäße theologisch-didaktische Annäherungen am Beispiel des Begriffs Dschihad. Springer VS, Wiesbaden, 2020. S. 202.
4. ↑  Mehdi Bazargan: Und Jesus ist sein Prophet: Der Koran und die Christen. 2. Aufl. C.H. Beck, München, 2017. S. 72ff.
5. ↑  Bobzin: Der Koran. 2015, S. 28, 57.
6. ↑  Ranja Ebrahim: Im Diskurs mit dem Qurʼān: Ein Handlungskonzept zum themenzentrierten Arbeiten anhand der Offenbarungsanlässe Springer VS, Wiesbaden, 2020. S. 132.
7. ↑  aṭ-Ṭabarī: Ǧāmiʿ al-bayān. 2001, Bd. VIII, S. 504.
8. ↑  aṭ-Ṭabarī: Ǧāmiʿ al-bayān. 2001, S. 506.
9. ↑  aṭ-Ṭabarī: Ǧāmiʿ al-bayān. 2001, S. 506f.
10. ↑  aṭ-Ṭabarī: Ǧāmiʿ al-bayān. 2001, S. 507.
11. ↑  Pink: Sure 5 Vers 51. 2015.
12. ↑  Bobzin: Der Koran. 2015, S. 122.
13. ↑  Johanna Pink: Sunnitischer Tafsīr in der modernen islamischen Welt. Akademische Traditionen, Popularisierung und nationalstaatliche Interessen. Brill, Leiden, 2010. S. 36f.
14. ↑  Bobzin: Der Koran. 2015, S. 124.
15. ↑  aṭ-Ṭabarī: Ǧāmiʿ al-bayān. 2001, S. 507f.
16. ↑  aṭ-Ṭabarī: Ǧāmiʿ al-bayān. 2001, S. 508.
17. ↑  aṭ-Ṭabarī: Ǧāmiʿ al-bayān. 2001, S. 508f.
18. ↑  aṭ-Ṭabarī: Ǧāmiʿ al-bayān. 2001, S. 510.
19. 1 2  ar-Rāzī: at-Tafsīr al-kabīr. 1890, S. 425.
20. ↑  ar-Rāzī: at-Tafsīr al-kabīr. 1890, S. 425f.
21. ↑  Çoruh: Friendship between Muslims and the People of the Book in the Qur'an with special reference to Q 5.51. 2012, S. 508.
22. ↑  Bobzin: Der Koran. 2015, S. 124.
23. ↑  Pink: Sure 5 Vers 51. 2015.
24. ↑  Deobandi: Ma'ariful Qur'an. 2010, S. 187f.
25. ↑  Deobandi: Ma'ariful Qur'an. 2010, S. 186, 188.
26. ↑  Deobandi: Ma'ariful Qur'an. 2010, S. 188f.
27. ↑  S. Z. H. Zaidi: Social Ontology of Allamah Tabataba’i’. In: Technium Social Sciences Journal 20/ (2021), S. 856–866. Hier S. 856f.
28. ↑  Tabatabai: Tafsir al-Mizan. 2001, S. 220f.
29. ↑  Tabatabai: Tafsir al-Mizan. 2001, S. 221.
30. ↑  Tabatabai: Tafsir al-Mizan. 2001, S. 218.
31. ↑  Çoruh: Friendship between Muslims and the People of the Book in the Qur'an with special reference to Q 5.51. 2012, S. 509.
32. ↑  Tabatabai: Tafsir al-Mizan. 2001, S. 222f.
33. ↑  Tabatabai: Tafsir al-Mizan. 2001, S. 223.
34. ↑  Tabatabai: Tafsir al-Mizan. 2001, S. 219ff.
35. ↑  Tabatabai: Tafsir al-Mizan. 2001, S. 225.
36. ↑  Pink: Tradition and Ideology in Contemporary Sunnite Qurʾānic Exegesis. 2010, S. 3.
37. ↑  Pink: Interpreting The Qur’an Today. 2019, S. 7–9.
38. ↑  Pink: Tradition and Ideology in Contemporary Sunnite Qurʾānic Exegesis. 2010, S. 41.
39. ↑  Pink: Interpreting The Qur’an Today. 2019, S. 2.
40. ↑  Grassi und Nowak: Der Ahok-Fall. 2017, S. 2.
41. ↑  Grassi und Nowak: Der Ahok-Fall. 2017, S. 7.
42. ↑  Adam Tyson: Blasphemy and Judicial Legitimacy in Indonesia In: Politics and Religion 14/1 (2021), S. 182–205.
43. ↑  Grassi und Nowak: Der Ahok-Fall. 2017, S. 2.
44. ↑  Pink: Interpreting The Qur’an Today. 2019, S. 1.
45. ↑  Pink: Interpreting The Qur’an Today. 2019, S. 4.
46. ↑  Grassi und Nowak: Der Ahok-Fall. 2017, S. 3.